# Ultimate Club
El sistema Ultimate Club, o UC, es un método de descripción de las manos en el juego del bridge creado por Dave Cliff y jugado por Matthew Granovetter, Michael Becker, Ron Rubin, Matt Ginsberg logrando marca insólitas en competencias de remate organizadas por la revista norteamericana The Bridge World manteniéndose ganandores durante 10 meses consecutivos.
. 
Durante los 1980s los sistemas de relay eran virtualmente desconocidos en los Estados Unidos. Han ido ganando popularidad en la medida que expertos deciden incorporar métodos de relay en sus sistemas. Presumiblemte, si usted está leyendo este artículo, también lo está considerando.
El sistema llegó a tener gran relevancia en los Estados Unidos en los 1990s y Michael Becker y Ron Rubin representaron a ese país en el Campeonato Mundial de 1993, entre otros, jugando el sistema.

¿Qué es un sistema de relay? ¿Por qué son tan efectivos?

Un sistema de relay llega al contrato correcto (casi) siempre. Pero hay cientos de sistemas circulando, y miles de convenciones disponibles con las cuales modificarlos. ¿Hay como predecir cual será el de mayor efectividad? Si.

El propósito del remate es intercambiar información. Basada en ella se selecciona un contrato. Mientras más exacta la información, mejor es la decisión. Por supuesto, cualquier remate (por ejemplo, 1♥  - 1ST - 2♣ - 3 ST) puede tener un solo significado. Cada jugador ha generado alguna información respecto de su mano, y se ha seleccionado un contrato. La próxima vez que ocurra esta secuencia, la mano será diferente, pero la información transmitida será la misma. 
Si usted desea transmitir un conjunto diferente de información, necesita otro conjunto de remates. Si desea transmitir información precisa y detallada, requiere de un gran conjunto de diferentes remates. En gran medida, la efectividad de un sistema puede ser juzgada por el número de secuencias razonables del sistema. Hay 68.000 millones de secuencias posibles en una mano específica. Mientras mayor sea la cantidad de secuencias que tengan sentido en su sistema, más preciso será éste. Por ejemplo, consideremos las secuencias que empiezan con 1ST-2♣-?. Si usted juega 2♣ como un canto de cierre habrá una sola secuencia que comience con 1ST-2♣. pero si lo juega de algún otro modo habrá muchas.

La mayoría juega esta secuencia como Stayman, interrogativa por palo mayor cuarto. Usando 2♣ para preguntar garantizan que muchas de las siguientes respuestas tendrán significado, con lo cual están aumentando la eficiencia de su sistema. Esa es el concepto básico de un sistema de relay. Haciendo una pregunta, usted asegura que muchas de las respuestas tendrán significado útil, haciendo así más efectivo el sistema.

Un sistema de relay es simplemente uno que hace remates mínimos no significativos que son preguntas. En una secuencia de relay un jugador (capitán) hace una serie de preguntas y el compañero (servidor)las contesta. El capitán decide el contrato final.

## Principios generales
Rompiendo la cadena. Una secuencia de relay se llama cadena. Cuando el capitán decide no continuar haciendo un relay, se habla de romper la cadena. Es tan importante poder romper la cadena como poder continuarla. El verse forzado a hacer siempre un relay disminuiría drásticamente el número de secuencias significativas del sistema. Puede mantener la capitanía, puede compartirse (estado de anarquía en donde se remata en forma natural) o puede transferirse.
Salto. Un canto a menudo tendrá el mismo significado, independiente de la secuencia anterior. Por ejemplo, ujn canto de 2♦  por el servidor en una secuencia de Trébol fuerte usualmente significará "Tengo una mano balanceada", independientemente del camino seguido para llegar a ella. Cuando ello ocurre, es posible dividir el remate en dos partes: la que lleva a ese remate y la que lo sucede. De ahí que también resulta independiente los oantos que siguen a 2♦ . Hay 8 modos de llegar a 2♦ , pero solo es necesario aprender una secuencia para los remates siguientes.

A un nivel más fino, supongamos que el capitán haga un relay de 2♥  después de oír un canto de ♦  (mano balanceada) (El relay es casi siempre el canto más barato posible, pues ahorra espacio). Las posibles respuestas son:

2♠ Mano mínima, pero no la distribución X.
2ST Muestra la distribución X (máxima o mínima aún sin aclarar)
3♣ y cantos superiores muestran valores máximos y dan información adicional sobre estos valores.

3♣ podría mostrar una distribución Y y 3♦  una distribución Z.

Lo que queremos destacar squí es lo que ocurre después del canto de 2♠.

Cuando el capitán hace el relay de 2ST, el responder pretende tener una mano máxima y continúa respondiendo como si nunca hubiese dicho 2♠. Así 3♣ muestra la distribución Y, pero con mínimo y 3♦  la distribución Z, también mínima.

Zoom. Cuando se está contestando por un aspecto de la mano y se debe dar el escalón máximo de respuesta (sobre la distribución, por ejemplo), el servidor puede anticiparse al nuevo relay y pasar al nivel superior (número de controles). Así, después de determinar la distribución del servidor, la siguiente pregunta puede ser ¿Cuántos controles tiene usted (As=2, K=1)?

El servidor puede mejorar el significado de su respuesta de distribución y, si la respuesta máxima era 3♦  para mostrar una distribución Z, puede ahora expresar "tengo la distribución Z y un mínimo número de controles".

3 ♥  mostrará distribución Z y un control más que el mínimo, 3♠ mostrará 2 controles sobre el mínimo, y así sucesivamente.
Los 3 niveles de una secuencia de relays. Las secuencias de relays pueden ser divididas en 3 etapas:
Fuerza. 
En esta etapa, el servidor da información general concerniente a los valores que posee.

Distribución. 
Aquí el servidor describe su distribución.

Cartas claves. Cuando es posible rematar un slam, el servidor completa la descripción de su mano diciéndole al capitán en forma exacta donde tiene sus valores.
 
Generalmente cuando hay una apertura de 1♣ el servidor describe fuerza, distribución y controles, pero muestra distribución, fuerza y controles cuando es él(servidor) quien abre el remate.

Fuerza: Mayoritariamente los relays de fuerza deben simplemente memorizarse. Pero la cosa se facilita pensando que los remates más bajos muestran manos más débiles, dando más opciones de quebrar la cadena. La mayor desventaja es que el adversario puede entrar e interferir la cadena, siendo un argumento para rematar a alto nivel rápidamente. En tales casos las manos deben rematarse rápidamente.

Cuando es probable que el capitán rompa la cadena y es improbable que los adversarios intervengan, las manos pobres deben ser rematadas lentamente. Por ello cuando el servidor tiene manos desbalanceadas los remates más bajos deben mostrar manos más fuertes que los cantos más extravagantes. Cuando la mano del servidor es balanceada, generalmente los cantos más altos mostrarán las manos más poderosas. 

Distribución: Al término de los relays la mano del servidor quedará completamente explicada. Por esto la tabla de distribuciones está arreglada de modo que el primer remate del servidor sea a menudo un transfer.

Así, para mostrar largo a ♠, el servidor dirá ♥ . Si el capitán hace ahora un relay habrá una tendencia a que el servidor sea el muerto, ayudando a que sea la mano desconocida la que cartee.
Otro principio tiene que ver con lo siguiente:

Suponga que sabe que el servidor está largo a un palo y corto a alguno de los otros 3 (no procede si hay solo otros 2 palos). En respuesta al relay el servidor da una respuesta de un paso con el splinter a ♣ (splinter a ♦  si el palo largo es ♣), una respuesta de dos peldaños si está corto a ♥  (o un splinter a ♥  si está largo a un menor)y una respuesta de 3 pasos si está corto al palo lateral más alto. El zoom podría o no aplicarse en este momento.

Como otro ejemplo, el servidor ha mostrado una mano balanceada con 6♠, y el capitán hace un relay por más distribución con 4♣. Las posibilidades son 6-2-2-3, 6-2-3-2 y 6-3-2-2. Claramente, 4♦  debiera mostrar una distribución, 4♥  otra y 4♠ la tercera. Ya que 4♠ es un muy probable contrato final sería inadecuado hacer un zoom a niveles superiores.

¿Pero qué canto debe corresponder a qué distribución? La respuesta es simple: el canto más bajo corresponde a la distribución más baja. 
Así 4♦  muestra la 6-2-2-3, 4♥  muestra la 6-2-3-2 ya que el número 6223 es menor que el número 6232, el que a su vez es menor que 6322. Esto es llamado remate numérico y decimos que el servidor ha completado su distribución numéricamente.

3 ST también forma parte importante de la estructura de las tablas distribucionales. A menudo, el relay estará en el nivel de 3, con algunas de las respuestas del servidor pasadas de 3ST y otras que no. Cuando esto ocurre, las respuestas pasado los 3ST se arreglan de modo que sean las que más probablemente se jueguen a 4 de un mayor, mientras que los cantos más económicos muestran manos que más probablemente serán jugadas en 3ST.
 Como ejemplo, el servidor ha mostrado una 4432 con 4♥  y 4 cartas en un menor, y el capitán hace un relay con 3♠. Existe una fuerte posibilidad que el capitán, teniendo 5♠, esté simplemente buscando la mejor manga. Por esta razón 3ST muestra el duplo de ♠ (2=4=3=4 o 2=4=4=3), mientras que los cantos superiores muestras un triplete a ♠. 4♣ muestra 3=4=2=4 y 4♦  muestra 3=4=4=2 (remate numérico). De hecho, el zoom es válido, y los remates de 4♦  y superiores muestran todos la distribución 3=4=4=2.

La experiencia ha demostrado que las chances de que el servidor sobrepase los 4♠ o remate 4♥ (en cuyo caso 4♠ se convierte en relay, haciéndolo imposible como contrato final) cuando el capitán deseaba jugar allí son en realidad pequeñísimas.

Alternativamente, suponga que el servidor remata 3♠, mostrando 4432 con ♠ y un menor. Ahora aplican diferentes principios.
 
Primeramente, el relay es 4♣ en vez de 3ST. 3ST es un contrato muy probable como para ser usado como relay- se hace una atención especial en los casos que efectivamente es un relay. Y las respuestas al relay de 4♣ son estrictamente numéricas: 4♦ =4=2=3=4, 4♥ =4=2=4=3, 4♠=4=3=2=4, 4ST y superiores=4=3=4=2(zoom). 

Existe un caso adicional donde aplica el principio de la declaración numérica. Suponga que el servidor remata 4♣, mostrando 11 o 12 cartas en los menores, con ♦  más largo que ♣. Las respuestas al relay de 4♦  son:

4♥ : 6♦ , 5♣
4♠: 7♦ , 4♣
4S: 7♦ , 5♣
5♣: 8♦ , 4♣.

Note que la mano menos poderosa de solo 11 cartas en los menores precede a las de 12 cartas. Es más seguro hacer remates más altos con las manos que más probablemente garantizarán estar en un contrato de alto nivel. Correspondientemente, la estructura es numérica. 4♥  muestra 6-5 en los menores, y 4♠ muestra 7-4. Suponga que el servidor remata 4♦ 

Las respuestas a un relay de 4♠ son:

4ST (1 peldaño): 1=1=6=5
5♣ (2 peldaños): 0=2=6=5
5♦  (3 peldaños)y más arriba: 2=0=6=5 (zoom).

Nuevamente, la mano más débil, sin fallos es mostrada primero. Las mano más poderosas son ordenadas numéricamente.
Con estos principios en la mente un sistema de relay se vuelve sencillo de aprender.

## Resumen de aperturas y respuestas del Ultimate Club[1]

### Apertura de 1♣ 5+ controles (A=2, K=1), 17+PH, Art. y Forcing
Respuestas
Muestra de fuerza y controles; 1♦  es negativo. Ahora el abridor puede iniciar una cadena de preguntas usando el primer escalón disponible, en este caso 1♥ .
El respondedor describe su mano en 3 etapas:

1. Número de Ases, Reyes y Damas
2. Distribución exacta
3. Ubicación de las cartas claves

Si el abridor no hace un relay, los remates bajo manga son invitacionales al menos (la mayoría de los cantos en salto muestran bicolores). Los remates al nivel de manga son para jugar.
Cuando el respondedor evalúa su mano, debe considerar las reglas siguientes:
- con mano balanceada(4432, 4333, 5332 0 6322) 3 o 4 J valen 1Q (3-4J son 2AKQP, 0-2J=0 AKQP)

- con 11+ cartas en 2 palos, se ignoran los Honores solos, salvo el A

- 4Q solas, 0 control (o 3Q y 3J en mano balanceada) se tratan como AA

- 4Q con al menos 1 ctrl se tratan como AQ (si se tiene 4Q y 1K remata como AKQ)

- 3Q solas se tratan como 1A

- 2Q solas se tratan como 1K

Respuestas a 1♣

### Relays por AKQP
- 1♦  = 0-2C (si 2C, 4-6 AKQP)
  - 1♥  = Relay
    - 1♠ = segunda negativa: KQ o menos. Abridor sigue:
      - 1ST = Relay
        - 2♣ = Tercera negativa: K, QQ o menos
          - 2♦  = Relay, el respodedor sigue:
            - 2♥  = cuarta negativa, Q o menos
              - 2♠ = Relay
                - 2ST = desbal o 4333 con menor cuarto
                - 3♣ o+ = balanceada

              - 2ST =23-24PH, bal (Jacoby y Stayman)
                - 3 a palo = Natural, FG

            - 2♠ = K o QQ, desbal
              - 2ST = Relay
                - 3♣ y+ = muestra distribución (zoom a nivel 2)

            - 2ST y+ = 1K o 2Q, bal

          - otros palos = Natural, inv
          - 2ST = 21-22PH, bal (se usa Jacoby y Stayman)

        - 2♦  = KQ o A (o QQQ, bal)
        - 2♥ += KQ, desbal

      - 2 a palo = natural, inv
      - 2ST y+ = bicolores

    - 1ST = KQQ o KKQQ
    - 2♣ = A o QQQ, DESBAL
    - 2♦  = AQ o KK, BAL
    - 2♥  Y += AQ o KK, DESBAL

  - 1♠ = Natural, puede ser 4-5M o 4♠ y 5+m
    - 1ST = Relay, F, y abridor dice:
      - 2♣/♦  = 5♠ y 3+ cartas en ♣/♦ 
      - 2ST = Natural
      - 3♣/♦ /♥  spl 4+P, game try
      - 4♣/♦ /♥  fallo, FG, 4+P

  - 1ST = bal, 18-20PH (se usa el sistema de 1ST)
  - 2♣/♦ /♥ =5+ cartas. natural
  - 2♠ y+ = bicolores
- 1♥  = a. 4C, 10+ AKQP si balanceada b. 5C, balanceada
  - 1♠ = Relay
    - 1ST = a. 5C, bal b. 4C, 12+ AKQP, unbal
    - 2♣ = 4C, 10 AKQP unbal
    - 2♦ =4C, 10+ AKQP bal
    - 2♥ +=4C, 8 AKQP unbal

  - 1ST = 18-19PH, bal, desea rematar ST
  - 2 a palo = Natural
  - 2ST y+ = Bicolores
- 1♠ = muestra AK, AQQ, o KKQ. El abridor redeclara:
  - 1ST = Relay
    - 2♣ = AQQ o KKQ, unbal
    - 2♦  = bal
    - 2♥  + = AK, unbal

  - 2 a palo, Nat, F a nivel de 3
  - 2ST = bicolores, no es FG
- 1ST = 3C, 9+ AKQP is bal, 11+ AKQP si desbal
- 2♣ = 3C, 9 AKQP, desbal
- 2♦  = bal, o 2C y 10+ AKQP o 4C y 8 AKQP(AA o QQQQ)
- 2♥ + = 2C, desbal, 10+ AKQP

Terminada la información de AKQP se describe la distribución exacta.

### Relays por distribución
La información de AKQP, salvo una excepción, queda dada antes de 2♦ . 2♦  indica una mano balanceada y los cantos superiores las desbalanceadas. Desde ese punto los Relays del abridor piden describir la distribución.

### Estructura balanceada
- -2♦ : - ?
  - 2♠: min número de AKQP consistente con el remate previo. Luego salto a 3♣+
  - 2S: 4m333 o 5m332
  - 3♣: 4432 (todas máximas, salvo si pasó por 2♠)
  - 3♦ : 4M333 o 5 o 6 corazones
  - 3♥ : 5 o 6 ♠
  - 3♠: 6♣322
  - 3S: 6D322
  - 4S: SS(semisólido) 3/4 honores, 6322. 4m es raro. Si la fuerza del respondedor es inconsistente con un palo SS, el palo es tan fuerte como sea posible, consistente con el remate anterior. No se remata 4ST con 0C.

### Estructura desbalanceada
El respondedor a menudo comienza por transferir a su palo más largo. Así, 2 ♥  = ♠ y 3♣ = ♦ . ♥  seguido de 2ST = ♣. (por lo tanto, ♥  = ♠ o♣ = negra.) 2♠ = ♥ . Aquí están los primeros remates de la estructura desbalanceada:

- 1♣ - ?
  - 2♥ : Negra
  - 2♠: Corazones
  - 2S: Tricolor (3 ♦ ) o controles extra (3♥  +)
  - 3♣: Diamantes
  - 3♦ :6m331 o 7m222
  - 3♥ : : 5-5 menores
  - 3♠: 6-4 menores (6♦  - 4♣)
  - 3S: 2-2-4-5 O 2-2-5-4
  - 4♣: SS 7+ cartas a m, corto a palo lateral
  - 4♦ : SS 7+ cartas a M, corto a palo lateral
  - 4♥ : Cualquier sólido 7+ y un semifallo
  - 4♠: Cualquier sólido 7+ cartas y un fallo
  - 4S, 5♣,5♦ ,5♥ : Bajo el palo largo con 9310. (5 a palo = signoff, relay de dos pasos.)

### Apertura de 1♦11-16 PH, 3+ controles
Respuestas
1. 1M:Natural, NF
2. 1N: 6-10 PH, no 4+ mayor
3. 2♣, Relay, GF. Abridor muestra:
  1. Distribución exacta
  2. Fuerza (max/min)
  3. Número de controles
  4. Ubicación de controles
4. 2♦ : Art, Inv a manga. hecho con 3 tipos de manos:
  1. Monocolor invitacional
  2. ST invitacional (sin mayor, 11-12 PH)
  3. Apoyo Limit con ♦
5. 2M,3♣: Invitacional, bicolores, 5+ cartas en el palo declarado. Las opciones del abridor incluyen pasar o relay para ubicar el segundo palo.
6. Apoyo Forcing, desbalanceado con 3+ controles, o salto preventivo a ♣
7. 3♦ , 3♥  o 4♣: Preventiva
8. 3N: Apoyo Forcing desbal con un fallo y exactamente 2 controles
9. Mangas: Cierre de juego

### Apertura de 1♥, 1♠. 11-17 PH, 4+ cartas
Respuestas
1. 1♥  - 1♠: Natural, 5-12, NF
2. 1♠ - 2♥ : Natural, 6+♥ , 6-9 PH. NF
3. 1NT: Semi-forcing. Se supone que el abridor hable nuevamente con una mano desbalanceada.
4. 2♣: Art, FG. Empieza los relays como en 1♦  - 2♣.
5. 2♦ : Art, Inv a manga, F por 1 vuelta. Hecho con 4 tipos de manos:
  1. Monocolor invitacional
  2. ST invitacional (11-12 PH)
  3. Apoyo limit
  4. Bicolor menor
6. Apoyo: Natural. Siguen 2-way trials(Intentos convencionales de manga)
7. Salto en palo distinto: Bicolores, invitacional, como después de 1♦
8. 2ST: Apoyo limit desbalanceado, 9-11PH
9. Apoyo en salto: Apoyo desbal Forcing. 12-14PH
10. Apoyo en salto +1. Apoyo desbal Forcing con un semifallo lateral, 15-17PH
11. Apoyo en salto +2 a +4: Apoyo desbal Forcing mostrando un fallo lateral por pasos, 15-17PH
12. Apoyo a manga: Cierre o signóff

### Apertura de 1ST. 15-17PH, sin 6º, 4-8C o 14PH con 3325
Con 17AKQP y 6+C, abrir de 1♣ en vez de 1ST.
Las posibles tenencias son:
1. 4333 o 4432
2. 5332 sin 5S; si 3-3-2-5 se permite tener solo 14AKQP o solo 3C.
3. 5♣422
4. 2-2-5-4

La distribución y controles pueden relajarse con mano pasada.
Respuestas
1. PASO: 0-8PH, sin interés en jugar a palo
2. 2♣: Comienza el proceso de Relays, como es usual. El abridor mostrará 
  1. Distribución exacta
    1. 2♦ : sin mayor; 3-3-4-3 dice 2ST, no 2♦ 
    2. 2♥ : 4+♥ , sin 4♠, pero no 3-4-3-3 o 2-4-2-5
    3. 2♠:4♠ sin 4♥ , pero no 4-3-3-3 ni 4-2-2-5
    4. 4333, pero no 3-3-3-4
    5. 3♣: 4-4-2-3
    6. 3♦ : 4-4-3-2
    7. 3♥ 
    8. 3♠: 4-2-2-5, mín
    9. 3ST: 4-2-2-5, máx

  2. Fuerza (max/min/tipo 3-3-2-5)
    1. Un ST máximo debe tener 15-17 AKQP y 5-8C
    2. Un ST mínimo debe tener 11-16 AKQP y 4-6C
    3. Una tipo 3-3-2-5 tiene 10-14 AKQP (14-15PH) y 3-6C
Después de terminada la distribución se muestra fuerza. Un paso es mínima y 2 pasos es máxima (zoom AKQP).
Después se muestran AKQP. 1 paso es 15. 3 pasos es 17 (zoom controles)

  3. Número exacto de AKQP
  4. Número controles
  5. Ubicación de las cartas claves
  6. VCB por Jacos
3. 2♦ : Stayman invitacional
4. 2M: Signoff
5. 2ST: Invitacional
6. 3m: signoff
7. 3M: Splinter (semifallo/fallo), mostrando ambos menores y corto al palo cantado
8. 3N: Signoff
9. 4m: Roman Gerber
10. 4♦ , ♥ : Texas transfers
11. 4♥ , ♠: Signoff
12. 4ST: Invitacional, 16-17 4333

### Apertura de 2♣. 12-16PH, 5+ ♣.
Respuestas
1. 2♦ : Puede iniciar un proceso de relays; valores invitacionales al menos.
2. 3♦ : Preventiva
3. 3M: Invitacional

### Apertura de 2♦Débil a un mayor
Respuestas
1. Paso: Estratégico
2. nM: Abridor debe Pasar o Corregir (salvo 4♠, que es signoff)
3. 2ST: Pide control lateral
4. 3m: Natural, F
5. 3ST: Signoff
6. 4♣: Pide al abridor hacer transfer a su propio palo
7. 4♦: Pide al abridor que remate el palo

### Apertura de 2♥/♠. ♣+♥/♠;+♣. 14-16PH, 4-7C y 10+PH en♥/♠+♣
Respuestas
1. 2ST: Empieza el proceso de relays
2. 3♣: Signoff

### Apertura de 2ST. 14-16PH, 6♣322, 4-7C, 5+PH en ♣.
Respuestas
1. 3♦ : Comienza el proceso de relays
2. 3M: Splinter

### Aperturas de 3 a palo
Respuestas
Naturales